# Véhicule de détection, identification et prélèvement
 (février 2014).
Si vous disposez d'ouvrages ou d'articles de référence ou si vous connaissez des sites web de qualité traitant du thème abordé ici, merci de compléter l'article en donnant les références utiles à sa vérifiabilité et en les liant à la section « Notes et références ».

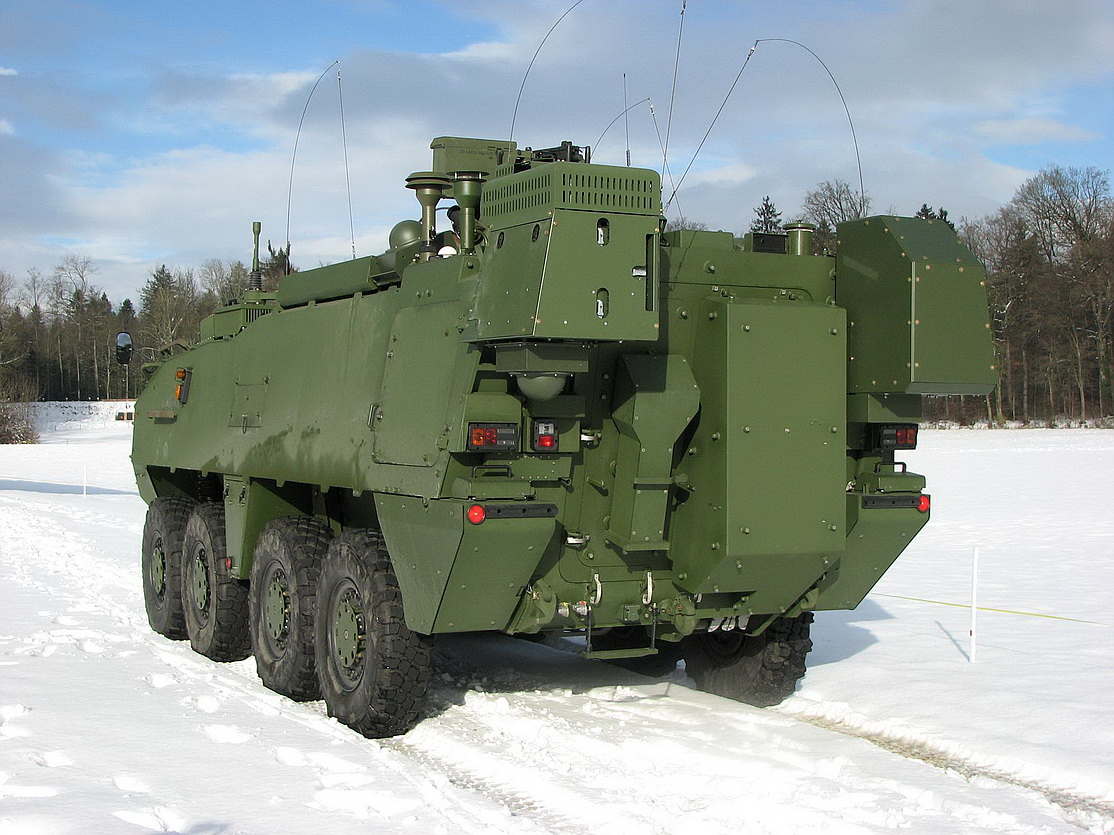
Véhicule de reconnaissance ABC 08 de l'armée suisse

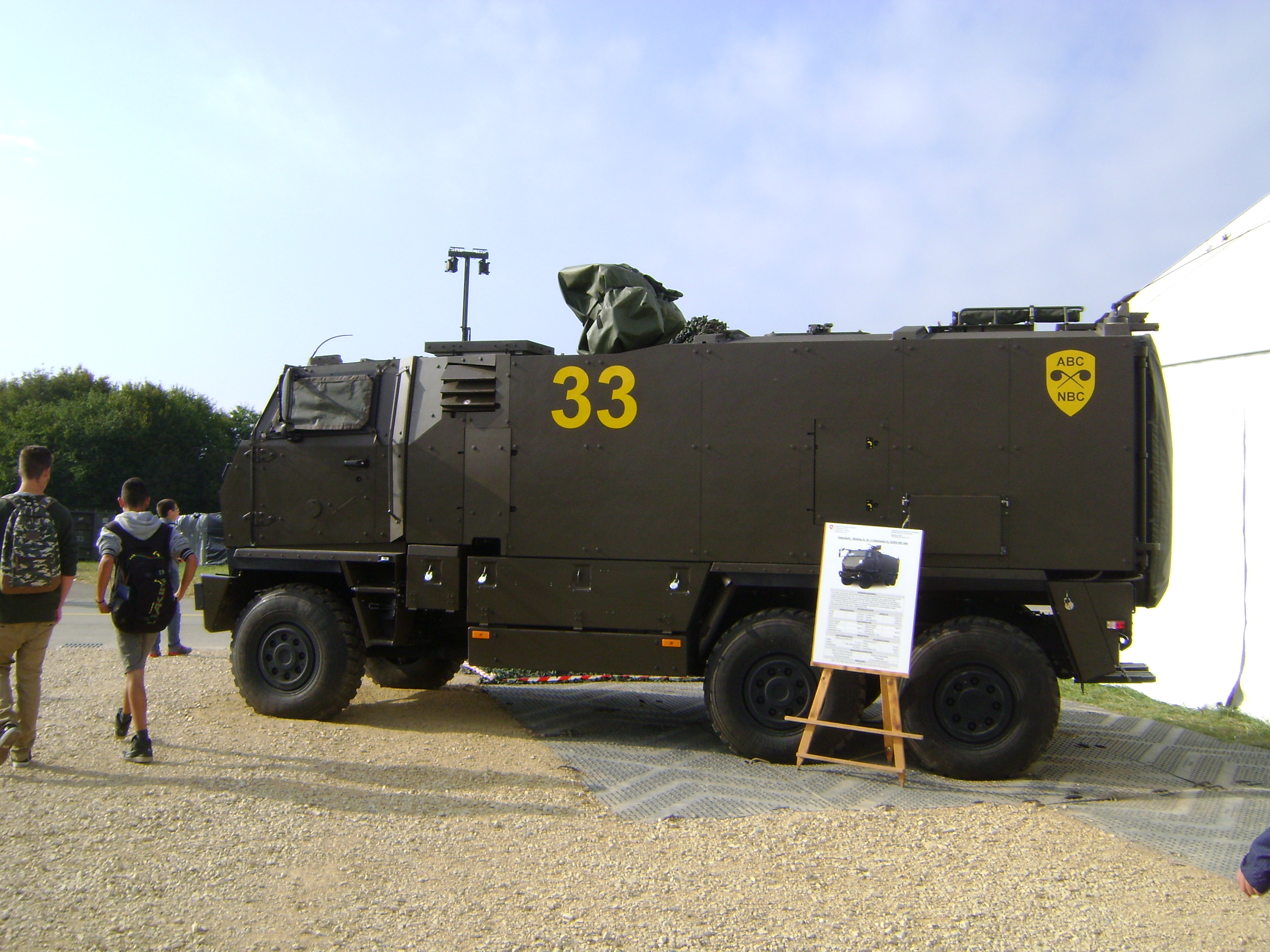
Véhicule de détection, identification et prélèvement pour les risques NRBC en Suisse

Le Véhicule de Détection, d'Identification et de Prélèvement (VDIP) est un véhicule de reconnaissance qui a pour vocation de caractériser les problématiques Nucléaires, Radiologiques, Biologiques et Chimiques (risques NRBC) en étant équipé comme un laboratoire.

## Description
Ces véhicules sont équipés de matériels de terrain permettant le prélèvement, la détection et l'identification des agents radiologiques (radionucléides), biologiques (bactéries, virus et autres agents pathogènes), chimiques (toxiques industriels, toxiques de guerre) en zone contaminée et de réaliser des prélèvements de tout type de matrice (gaz, liquides, solides) pour les conditionner et les mettre à disposition de l'autorité judiciaire dans les meilleures conditions.

## Dans le monde

### France
Ce laboratoire mobile est basé sur un châssis Renault et a un équipage de trois personnes.
Face à un événement mettant en œuvre des matières dangereuses, la première réponse de sécurité civile est de projeter des cellules mobiles d'interventions chimique et radiologique (CMIC et CMIR) et le service du déminage puis les unités d'instruction et d'intervention de la Sécurité civile (UIISC), la Cellule nationale nucléaire radiologique biologique chimique (C2NRBC).
Le VDIP constitue une réponse intermédiaire entre les CMIC, CMIR et les laboratoires du réseau national Biotox Piratox pour réaliser les analyses.
Le VDIP est le fruit d'une longue maturation, issue des propositions du livre blanc de la défense et de la sécurité nationaleEn premier lieu, ces véhicules doivent défendre les plus grandes agglomérations françaises, par une dotation d'État.
En 2016, l'agglomération parisienne possède un VDIP, qui est armé conjointement par la brigade de sapeurs-pompiers de Paris (BSPP) et le laboratoire central de la préfecture de police (LCPP). L'agglomération messine possède un VDIP, le Bataillon de marins-pompiers de Marseille (BMPM) en possède un également, ainsi que le SDMIS du Rhône.

### Allemagne

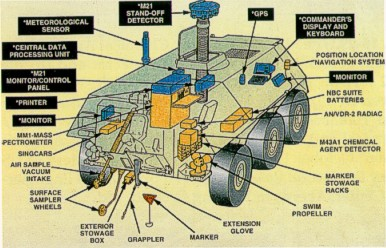
Coupe d'un TPz Fuchs de défense NRBC

L'Allemagne met en œuvre le TPz Fuchs.

### Espagne
En Espagne, la détection NRBC mobile est du ressort militaire et assurée par plusieurs blindés moyens sur roues équipés.

### Russie

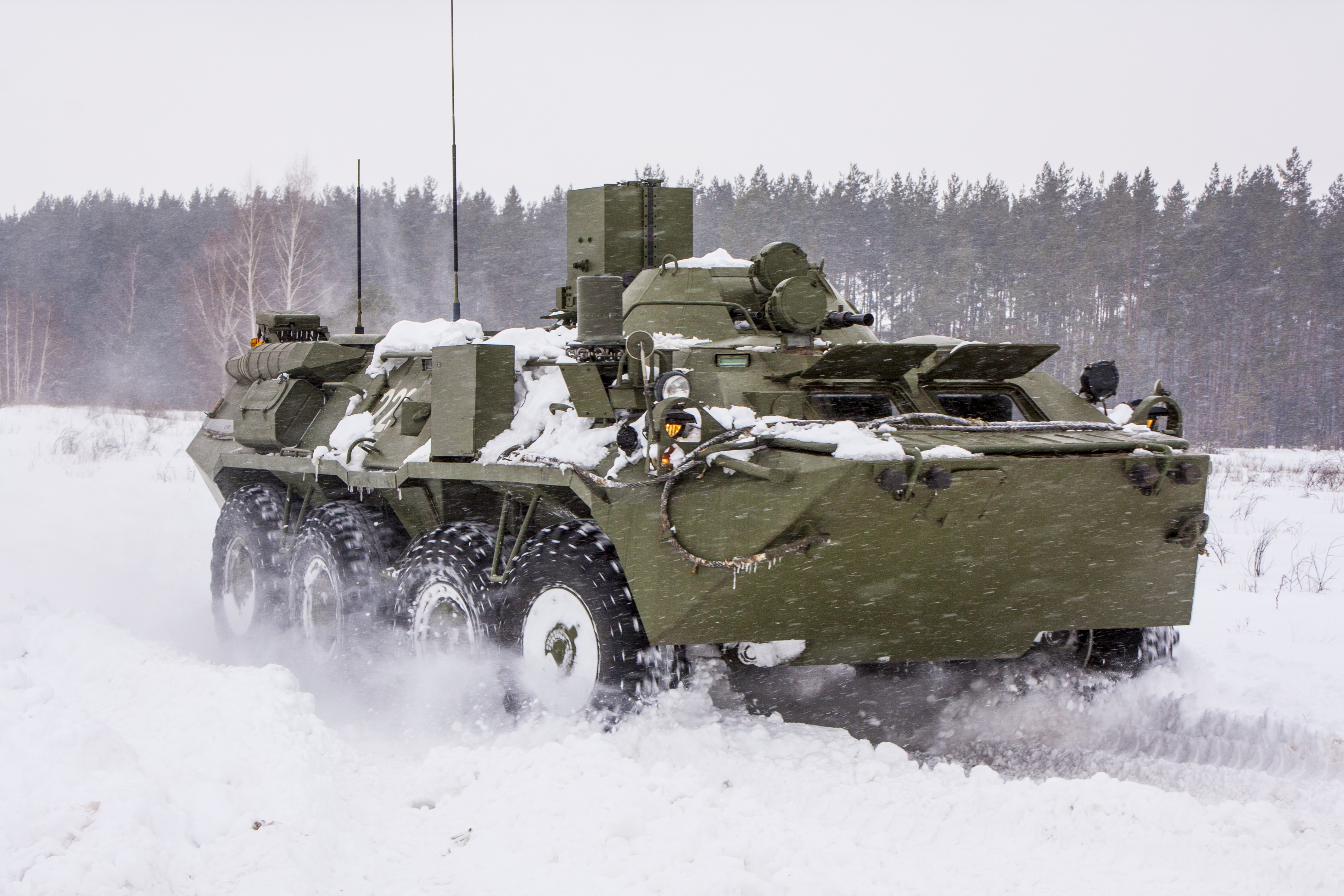
RKhM-6 de l'armée russe sur châssis BTR-80

La Russie dispose de plusieurs BTR-80/RKhM-6 pour la reconnaissance NRBC.

### Suisse
En Suisse, la tâche est confiée à des véhicules GMTF et une dizaine de véhicules de reconnaissance ABC 08.

## Galerie d'images

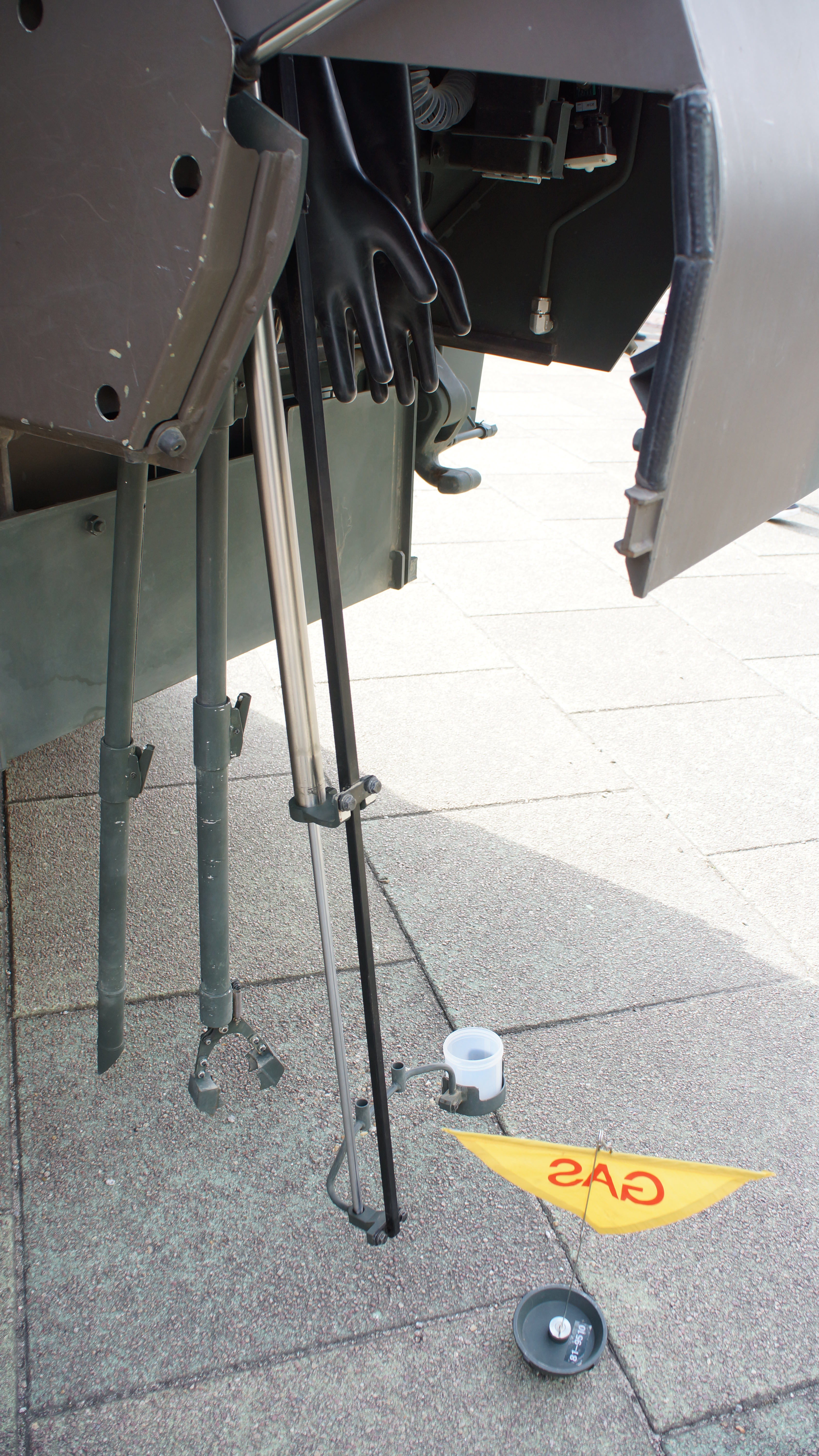
Sondes de prélèvement NRBC d'un Véhicule de détection, identification et prélèvement
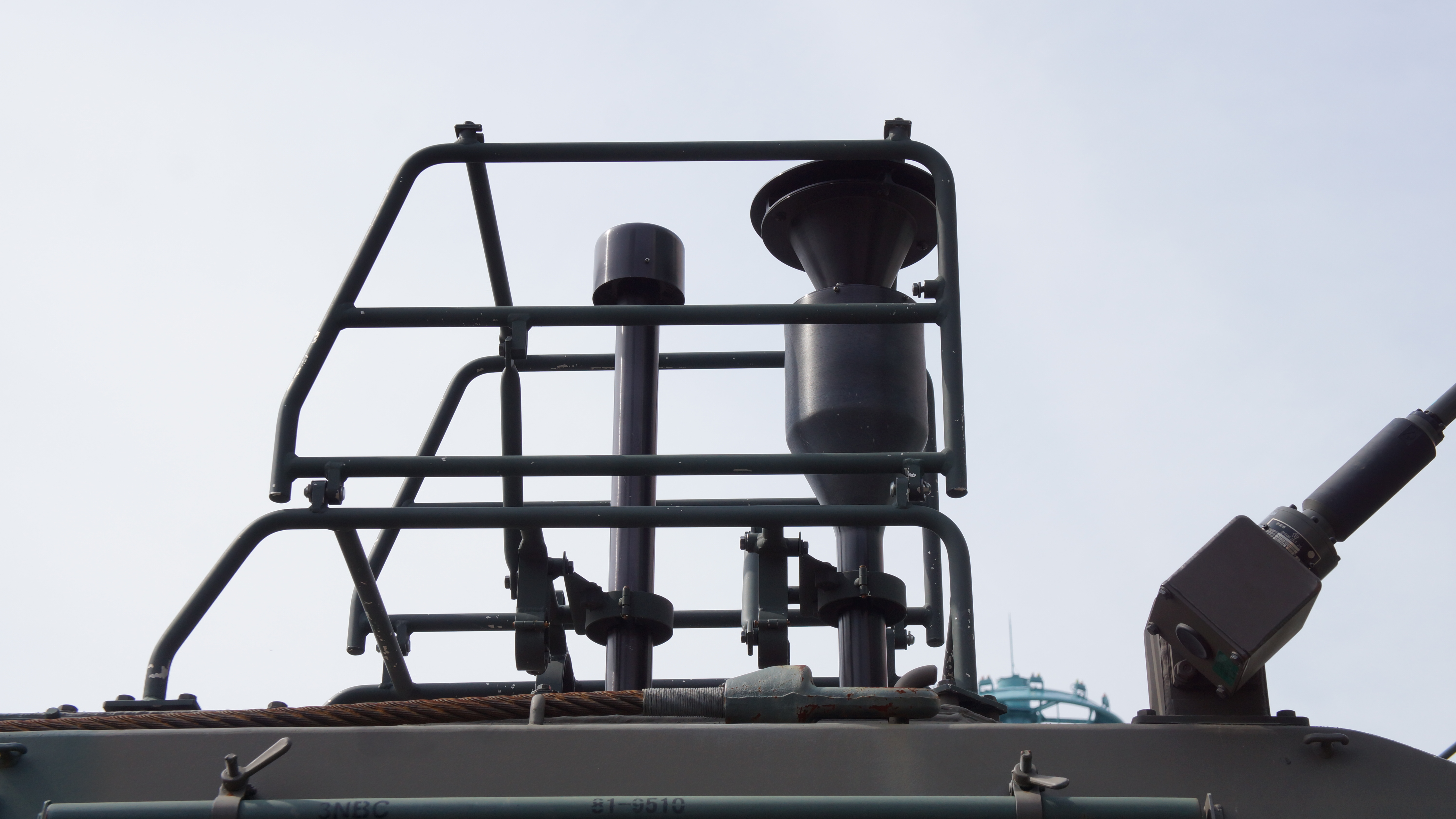
Sondes de détection d'agents biologiques sur le toit d'un véhicule
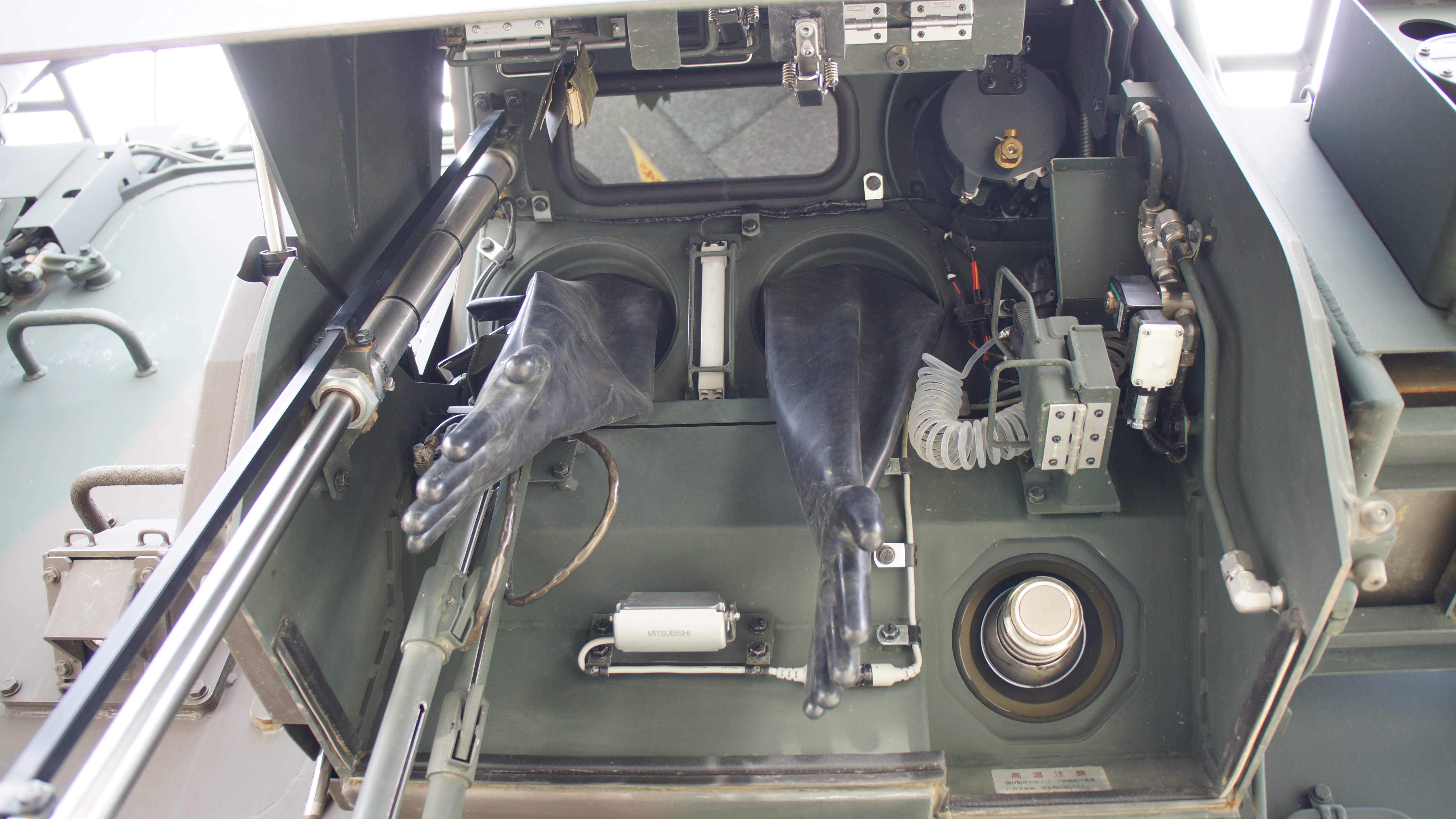
Laboratoire à l'intérieur du véhicule
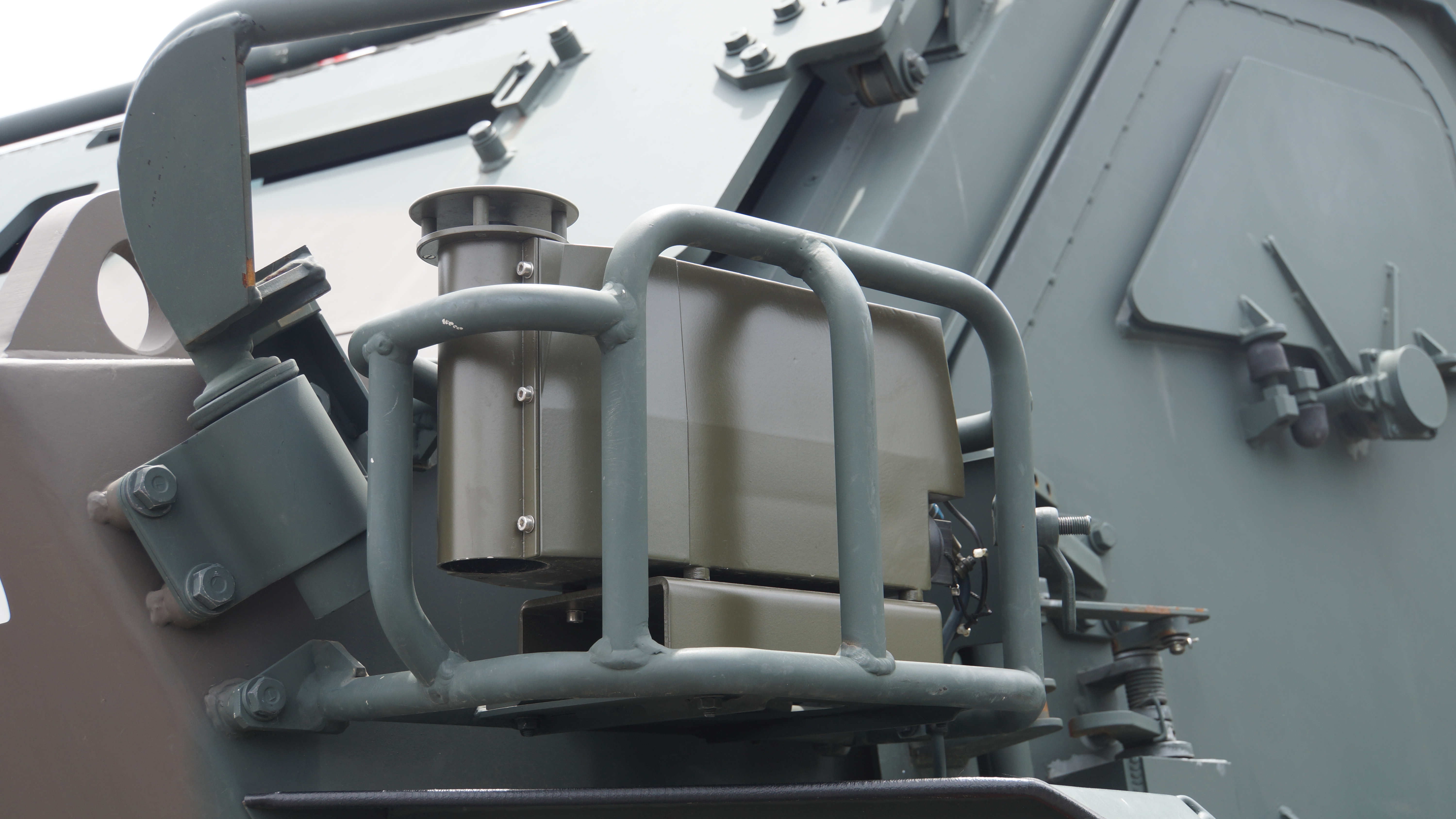
Détection d'agents chimiques sur véhicule
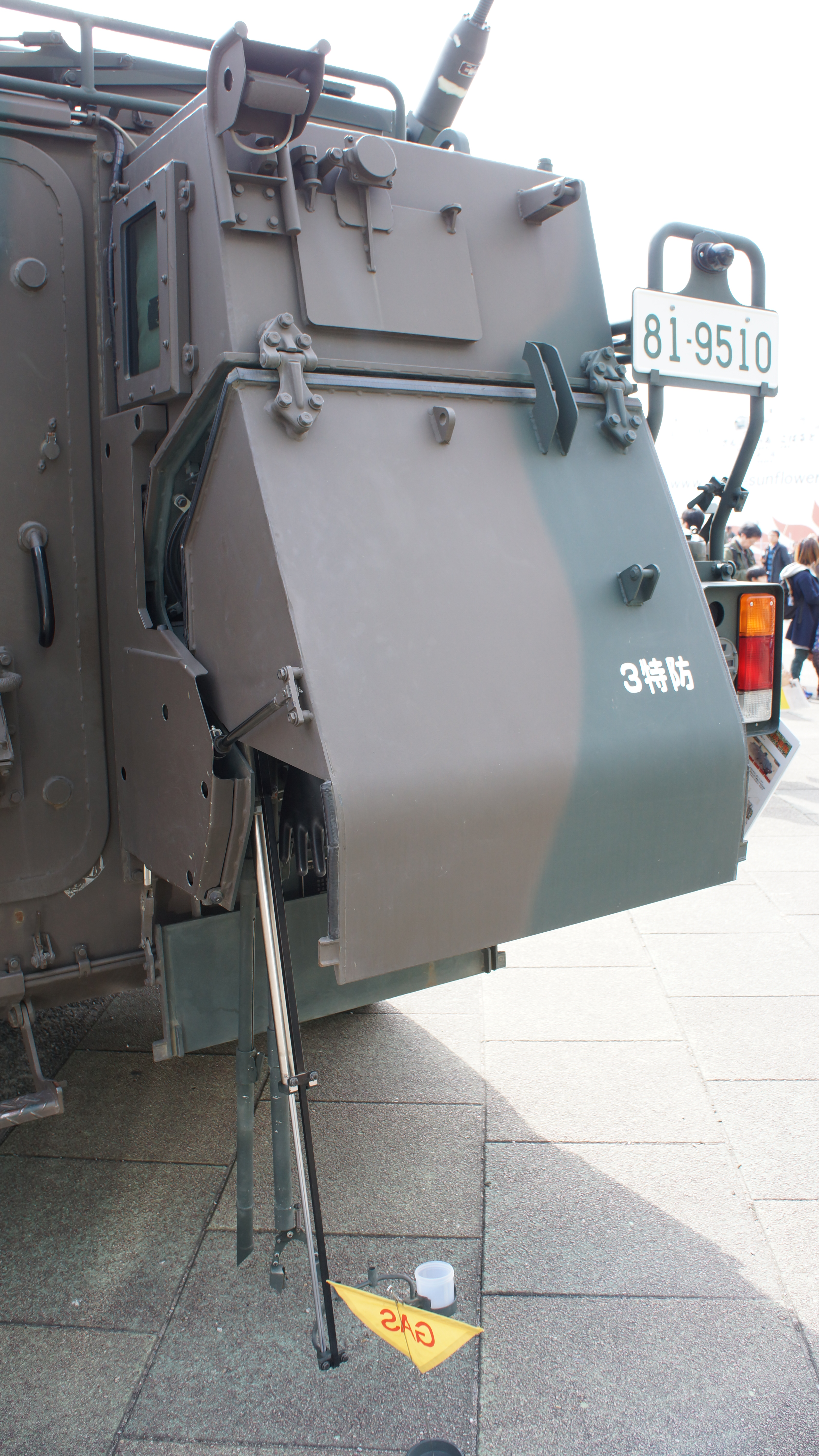
Boite d'échantillonnage externe